# Tuesday Night Music Club
Az 1993-as Tuesday Night Music Club Sheryl Crow debütáló nagylemeze. Az első kislemez, a Run, Baby, Run nem volt sikeres. Az albumra a harmadik kislemez, az All I Wanna Do keltette fel a figyelmet. A kislemez 2. lett a Billboard Hot 100-on, az albumot a Billboard 200 3. helyére juttatta. A brit albumlistán a Tuesday Night Music Club a 8. helyig jutott.
Az album szerepel az 1001 lemez, amit hallanod kell, mielőtt meghalsz című könyvben

## Az album dalai
|     | Cím                          | Szerző(k)                                                          | Hossz |
| --- | ---------------------------- | ------------------------------------------------------------------ | ----- |
| 1.  | Run, Baby, Run               | David Baerwald, Bill Bottrell, Crow                                | 4:53  |
| 2.  | Leaving Las Vegas            | Baerwald, Bottrell, Crow, Kevin Gilbert, David Ricketts            | 5:10  |
| 3.  | Strong Enough                | Baerwald, Bottrell, Crow, Gilbert, Brian MacLeod, Ricketts         | 3:10  |
| 4.  | Can't Cry Anymore            | Bottrell, Crow                                                     | 3:41  |
| 5.  | Solidify                     | Baerwald, Bottrell, Crow, Gilbert, Kevin Hunter, MacLeod, Ricketts | 4:08  |
| 6.  | The Na-Na Song               | Baerwald, Bottrell, Crow, Gilbert, MacLeod, Ricketts               | 3:12  |
| 7.  | No One Said It Would Be Easy | Bottrell, Crow, Gilbert, Dan Schwartz                              | 5:29  |
| 8.  | What I Can Do For You        | Baerwald, Crow                                                     | 4:15  |
| 9.  | All I Wanna Do               | Baerwald, Bottrell, Wyn Cooper, Crow, Gilbert                      | 4:32  |
| 10. | We Do What We Can            | Bottrell, Crow, Gilbert, Schwartz                                  | 5:38  |
| 11. | I Shall Believe              | Bottrell, Crow                                                     | 5:34  |

## Helyezések

### Album
| Év   | Lista                    | Helyezés |
| ---- | ------------------------ | -------- |
| 1994 | Heatseekers              | 2        |
| 1994 | The Billboard 200        | 3        |
| 1994 | Brit albumlista          | 8        |
| 1995 | Ausztrál ARIA albumlista | 1        |

### Kislemezek
| Év   | Kislemez              | Lista                   | Helyezés |
| ---- | --------------------- | ----------------------- | -------- |
| 1994 | All I Wanna Do        | Adult Contemporary      | 1        |
| 1994 | All I Wanna Do        | Mainstream Rock Tracks  | 35       |
| 1994 | All I Wanna Do        | Modern Rock Tracks      | 4        |
| 1994 | All I Wanna Do        | Rhythmic Top 40         | 31       |
| 1994 | All I Wanna Do        | Top 40 Mainstream       | 1        |
| 1994 | All I Wanna Do        | Billboard Hot 100       | 2        |
| 1994 | All I Wanna Do        | Brit kislemezlista      | 4        |
| 1994 | Leaving Las Vegas     | Modern Rock Tracks      | 8        |
| 1994 | Leaving Las Vegas     | Top 40 Mainstream       | 31       |
| 1994 | Leaving Las Vegas     | Billboard Hot 100       | 60       |
| 1994 | Strong Enough         | Billboard Hot 100       | 5        |
| 1994 | Strong Enough         | Brit kislemezlista      | 33       |
| 1995 | Strong Enough         | Adult Contemporary      | 11       |
| 1995 | Strong Enough         | Adult Top 40            | 34       |
| 1995 | Strong Enough         | Modern Rock Tracks      | 10       |
| 1995 | Strong Enough         | Top 40 Mainstream       | 3        |
| 1995 | All I Wanna Do        | Adult Top 40            | 32       |
| 1995 | All I Wanna Do        | Top 40 Adult Recurrents | 4        |
| 1995 | Can't Cry Anymore     | Adult Contemporary      | 22       |
| 1995 | Can't Cry Anymore     | Adult Top 40            | 29       |
| 1995 | Can't Cry Anymore     | Modern Rock Tracks      | 38       |
| 1995 | Can't Cry Anymore     | Top 40 Mainstream       | 10       |
| 1995 | Can't Cry Anymore     | Billboard Hot 100       | 36       |
| 1995 | Can't Cry Anymore     | Brit kislemezlista      | 33       |
| 1995 | Run Baby Run          | Brit kislemezlista      | 24       |
| 1995 | What I Can Do For You | Brit kislemezlista      | 43       |

## Grammy-díjak
| Év   | Dal            | Díjazott                   | Kategória                                          |
| ---- | -------------- | -------------------------- | -------------------------------------------------- |
| 1995 | All I Wanna Do | Sheryl Crow                | Grammy-díj a legjobb női popénekes teljesítményért |
| 1995 | All I Wanna Do | Bill Bottrell, Sheryl Crow | Grammy-díj az év felvételéért                      |
| 1995 | –              | Sheryl Crow                | Grammy-díj a legjobb új előadónak                  |

## Közreműködők

### Zenészek
- Sheryl Crow – gitár, zongora, ének
- David Baerwald – gitár
- Bill Bottrell – gitár, pedal steel
- Kevin Gilbert – billentyűk, gitár, dob (Run Baby Run, All By Myself), basszusgitár (All I Want To Do)
- David Ricketts – basszusgitár (Leaving Las Vegas)
- Dan Schwartz – basszusgitár, gitár
- Brian MacLeod – dob

### Produkció
- Bill Bottrell – producer
- Dan Schwartz – producerasszisztens
- Blair Lamb – hangmérnök
- Bernie Grundman – mastering
- Richard Frankel – művészi vezető
- Jean Krikorian – design
- Melodie McDaniel, Peggy Sirota – fényképek
- Sheryl Crow – jegyzetek

## Fordítás
Ez a szócikk részben vagy egészben a Tuesday Night Music Club című angol Wikipédia-szócikk ezen változatának fordításán alapul.  Az eredeti cikk szerkesztőit annak laptörténete sorolja fel. Ez a jelzés csupán a megfogalmazás eredetét és a szerzői jogokat jelzi, nem szolgál a cikkben szereplő információk forrásmegjelöléseként.